# スノードン登山鉄道
スノードン登山鉄道（英語: The Snowdon Mountain Railway、略:SMR、ウェールズ語: Rheilffordd yr Wyddfa）は、北西ウェールズのグウィネズにある狭軌のラック式鉄道である。スランベリスから、ウェールズ最高峰であるスノードン山の頂上までの4.7マイル（7.5km）を結ぶ観光鉄道である。
イギリスで唯一の一般に乗車できるラック式鉄道であり、開業から100年以上も人気の観光地であり続けている。路線はイギリスのいくつかの観光地を経営するHeritage Great Britain PLCにより運営される。
スノードン登山鉄道はイギリスでもっとも厳しい気象状況の中で運行されることから、悪天候の中では登頂のサービスが省略される。1両の客車が蒸気機関車またはディーゼル機関車により推進される。以前は動力分散方式の気動車が使用されたこともあった。
スノードン登山鉄道はウィルバート・オードリーによる『汽車のえほん』シリーズの一作、『山にのぼる機関車』のカルディー・フェル登山鉄道のモデルとなっている。この絵本はテレビ番組『きかんしゃトーマス』の原作であるが、カルディー・フェル登山鉄道はテレビシリーズには登場していない。

## 歴史

### 建設

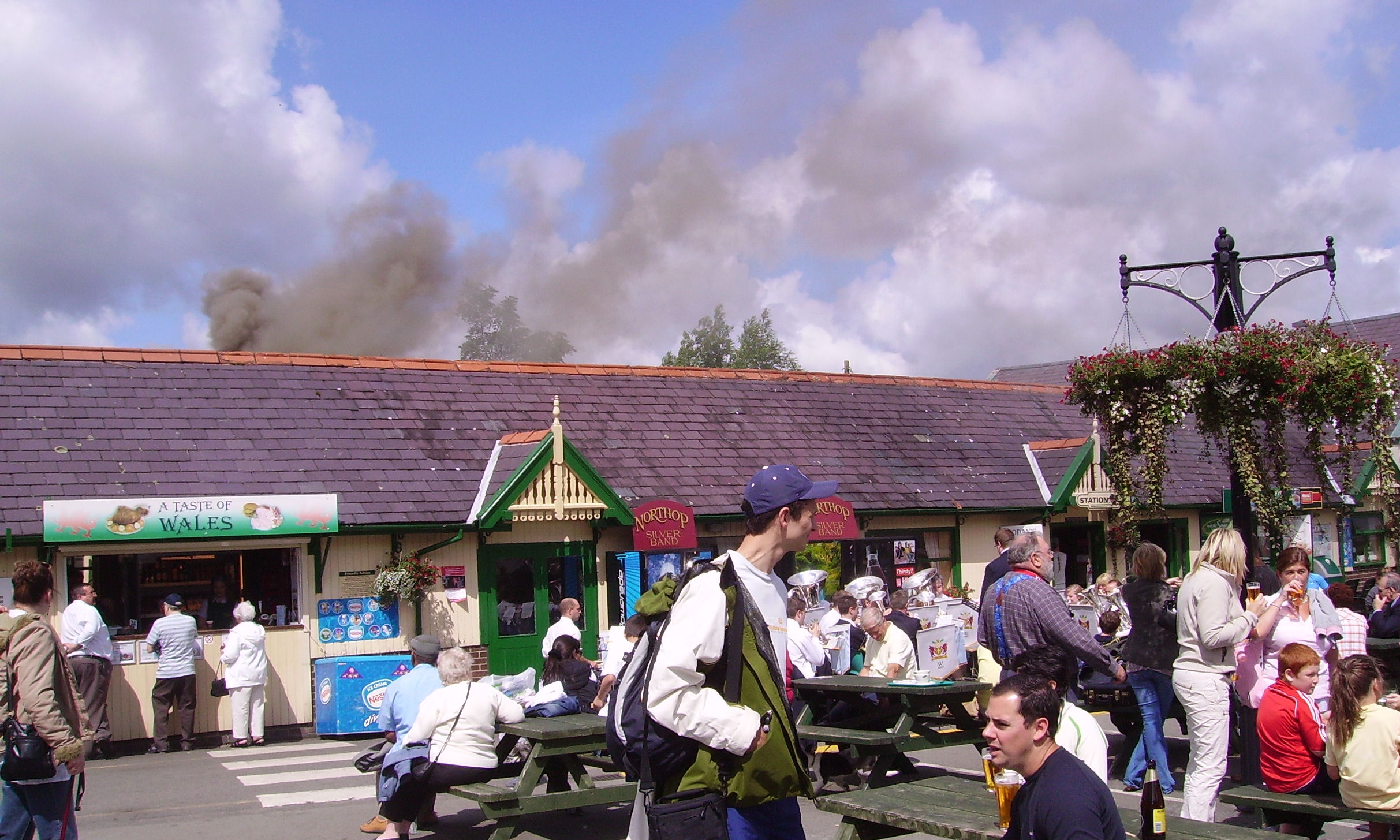
スランベリス駅

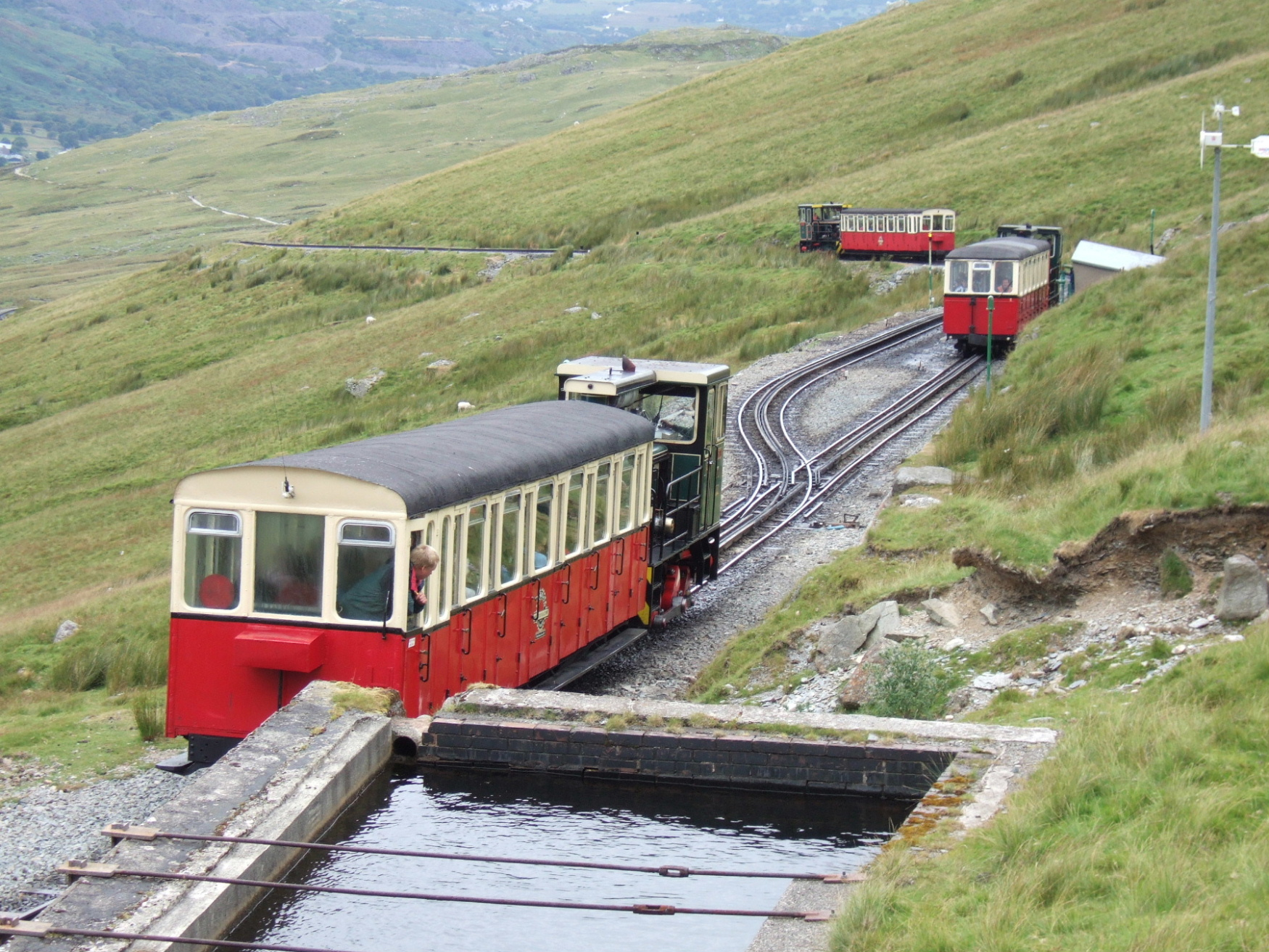
中間地点の水槽

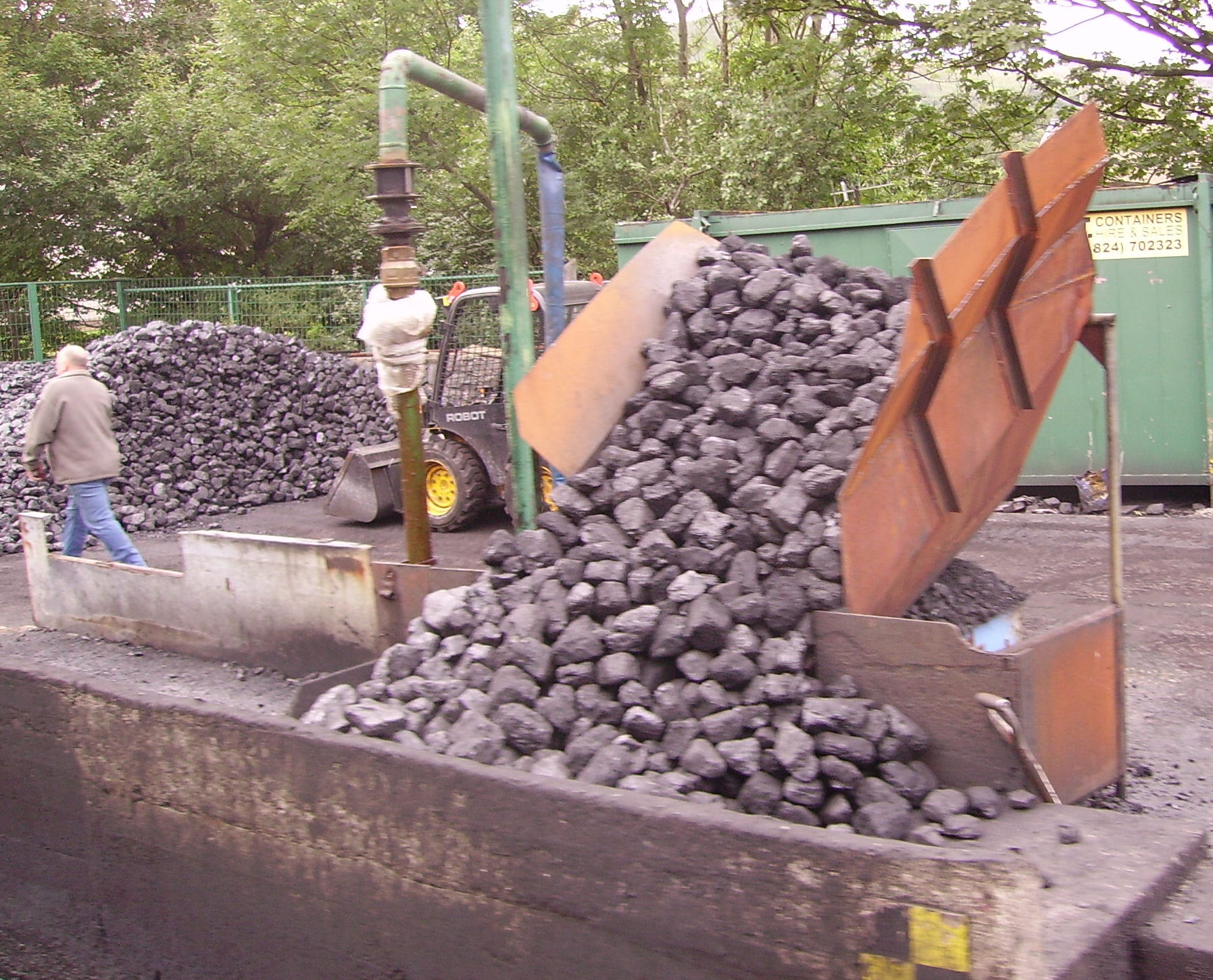
石炭補給設備

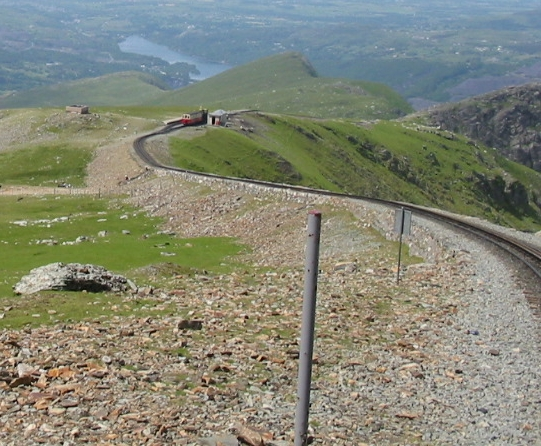
急勾配区間

スノードン山頂までの鉄道についての構想は、ロンドン西北鉄道によってスランベリスとカーナーヴォンが結ばれた1869年に初めて提案された。しかし、地元の地主であるアシュトン・スミスは、鉄道が景観を損なうと考えたため、何の行動もとらなかった。
北ウェールズ狭軌鉄道のリード・ジー駅からスノードン山頂への鉄道の建設計画によりスランベリスが観光収入を失うおそれが出てきたため、Snowdon Mountain Tramway and Hotel Company が鉄道建設のために設立された。まだ地域の主要地主であったアシュトン・スミスはその会社では大きな影響力はなかった。路線が完全に会社が得た私有地に建設されたので、強制収用の必要は無く、議会の決議も必要無かった。これは、旅客鉄道としては珍しく、また、この鉄道が商務省管轄下に属さないことも意味した。
登山鉄道は、1894年12月にエニド・アシュトン・スミス（のちに2号機関車に命名された）により着工され、1896年2月までに63,800ポンドの費用をかけて建設された。1895年4月までに土木工事の50%が完成し、路線上で不足している土木工事と建設工事に注力された。
線路の敷設は、ラックレールが正しくかみ合うために路線の一端から順次はじめられた。最初の機関車は1895年7月に搬入されたが、スランベリスと滝の間の2つの大きな高架橋が完成した1895年8月になっても線路はほとんど敷設されていなかった。その後は、必要な資材を機関車で運搬することにより、山へ向けて非常に早く建設が進んだ。吹きさらしの場所と悪天候の影響を考えると、1896年1月に最初の列車が山頂に到着したのは驚くべきことであった。その時点では柵と信号の準備ができていなかったため、開業式はイースターに設定された。
路線は1896年のイースターに開業した。これを見越して、商務省のフランシスマリンデン卿大佐が3月27日に路線の非公式な点検を行った。これには自動ブレーキの実証を含んでいた。大佐は路線に満足していると述べたが、風速を計測・記録し、風が非常に強い時は列車を止めるように勧告した。
4月4日に機関車と2両の客車による列車が業者により運転された。最後の区間で、登坂中の列車が切り通しからの落石に衝突し数輪が脱線した。列車に乗っていた作業者により復線し、そのまま運転を続けた。

### 開業日の事故
路線の公式な開業日は4月6日であった。2本の列車が頂上に送られた。最初の復路（山下り）の列車が、おそらく列車の重さにより、1号機関車「LADAS」と2両の客車がラックレールから外れ、制御不能となった。機関車は脱線し、山から転落した。乗客は客車から飛び出した際の失血により死亡した。連絡が不十分であったため、2番目の山下りの列車も最初の列車の車両に衝突したが、死者はいなかった。
調査の結果、事故は建設後の路盤沈下がきっかけとなり、さらに列車の重量による速度超過によって引き起こされたと結論付けた。調査会の勧告により、列車の最大許容重量は客車の1.5倍と同等に制限され、2両編成の列車のために軽量の客車が購入されることにつながった。また同時に、ラック式線路にグリッパーシステムが導入されることになった。（下記グリッパーレールの節参照）

### 戦前
1897年4月9日、路線は再開された。このときは事故も無く、列車の営業が続けられた。第二次世界大戦の早い時期まで旅客輸送は続けられたが、登頂は許可されていなかった。これは、レーダーがクログウィンの尾根を越える列車を探知できたからであるといわれている。

### 戦後
1946年には、通常の営業に戻った。石炭の不足により、鉄道は古い軍靴を燃料にしようとした。イギリス国鉄のスランベリス-カナーボン線は1962年に旅客営業を廃止した。
1983年に山頂の建物は、グウィネズ州議会の所有となった。1985年には株式の発行が行われ、主に最初の2台のディーゼル機関車の購入のための資金が調達された。1986年から1992年にかけて、鉄道会社はカーナーボンの飛行場および航空博物館と関係していた。

### 100周年
1996年の100周年記念式典の一部として、9月に鉄道ファンのための週末を開催した。これは、一般の人が鉄道の作業場を訪れる数少ない機会の一つであった。ピニオンリングのスクラップは、記念品とおなじ、あるいはそれ以上の売り上げを記録した。このころから、機関車がさまざまな装いに塗装されたが、この試みは2005年までには終了した。

### 山頂の建設プロジェクト

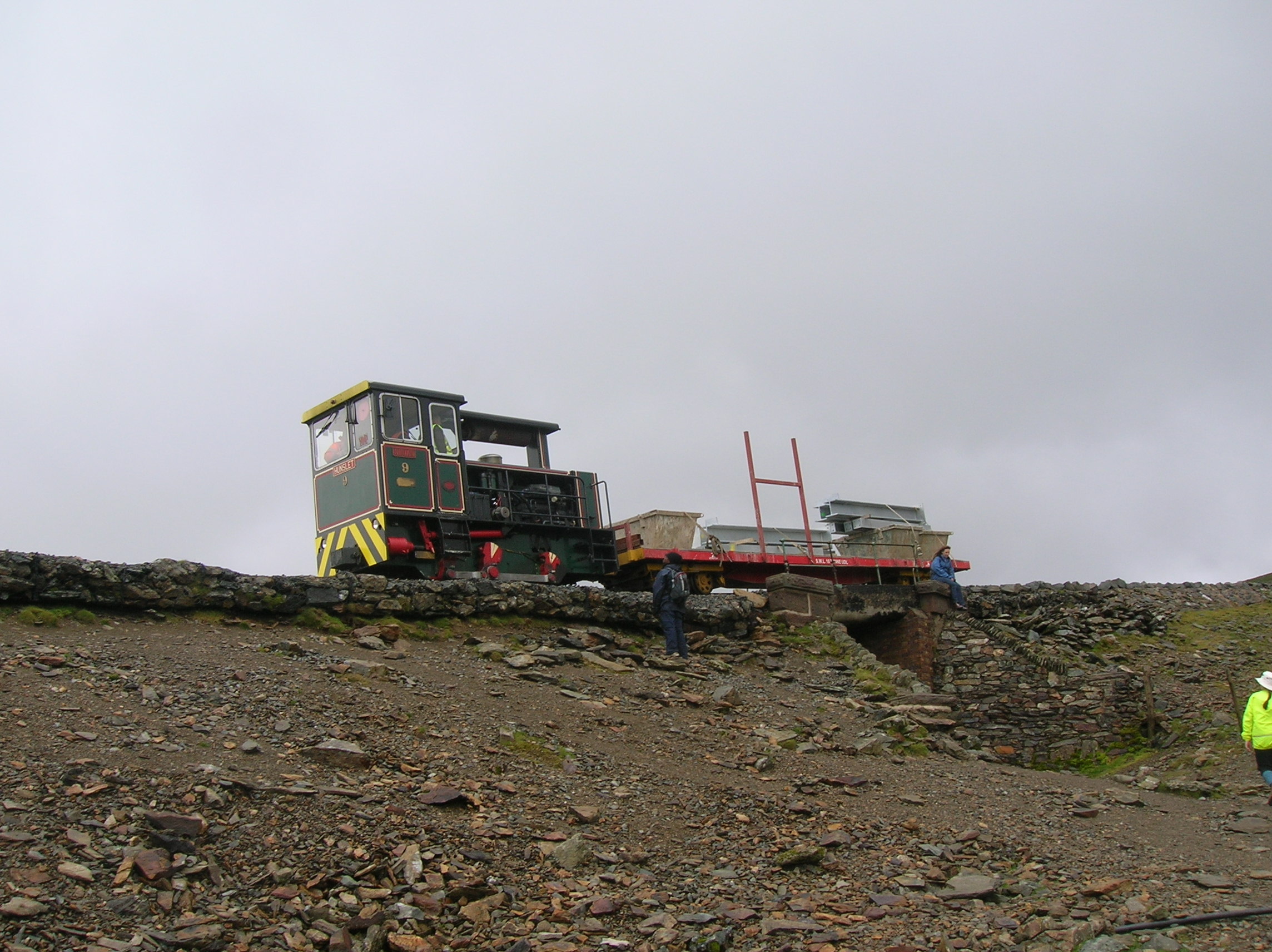
2007年の山頂の建設資材の運搬

2006年に、山頂のカフェが壊され、ビジターセンターの建設が始まった。山頂駅は、そのプロジェクトの間は閉鎖され、旅客列車は山頂駅の再開まではクログウィンが終点となった。
プロジェクトのすべての資材は列車によって山を登った。
新しい山頂のビジターセンターである"Hafod Eryri"は、2009年6月12日に開業。

## 路線
山麓の始発駅であるスランベリス駅は幹線の脇に位置している。路線は、交換駅のある単線である。路線の全長は4マイル1188ヤード(7.524km)であり、路線の平均勾配は1/7.86である。路線の最急勾配は、数か所にある1/5.5である。路線は、スランベリスの海抜353フィートから、山頂駅の海抜3,493フィートまで、3,140フィートの高度差を登る。